# Elizabeth Anionwu
Dame Elizabeth Nneka Anionwu (Birmingham, 2 de julio de 1947), nacida como Elizabeth Mary Furlong, es una enfermera británica, administradora de atención médica, profesora y profesora emérita de enfermería en la Universidad de West London.
En 1979, Anionwu se convirtió en la primera enfermera especialista en anemia falciforme y talasemia del Reino Unido, y ayudó a establecer el centro de asesoramiento sobre anemia falciforme y talasemia de Brent con la hematóloga Milica Brozovic. En 1998, cuando ya era profesora de enfermería, Anionwu creó el Centro Mary Seacole para la Práctica de Enfermería en la Universidad de West London. Le ha sido concedida la Orden del Mérito, fue nombrada Dama Comendadora de la Orden del Imperio Británico y es miembro del Real Colegio de Enfermería (RCN). Se jubiló en 2007 y en 2016 publicó sus memorias, Mixed Blessings from a Cambridge Union.

## Trayectoria
Anionwu nació en Birmingham, de madre irlandesa y padre nigeriano. Su madre, Mary Maureen Furlong, estaba en su segundo año estudiando lenguas clásicas en Newnham College, Cambridge. Su padre, Lawrence Odiatu Victor Anionwu, estudiaba Derecho, también en la Universidad de Cambridge.
Su educación sufrió gravemente por el paso de una institución a otra y de una familia a otra. Pasó poco más de dos años viviendo con su madre, relación que terminó cuando su padrastro, que no la aceptaba y bebía mucho, empezó a abusar físicamente de ella. Fue a un hogar infantil católico donde la criaron las monjas, incluyendo varios años en el convento Nazareth House en Birmingham.
A menudo castigada duramente y humillada por mojar la cama, recuerda que la obligaban a permanecer de pie con una sábana empapada en orina sobre su cabeza como castigo por mojar la cama. En el libro recuerda que más adelante, cuando trabajaba como visitadora sanitaria, "me aseguré de mantenerme al día con los tratamientos más humanos para la enuresis". Sin embargo, le dolió dejar el convento para ir a vivir con su madre. Cada período de relativa estabilidad de su infancia terminaba en un colapso repentino. Tras una infancia agitada, se graduó como enfermera y luego como visitadora sanitaria. Poco antes de cumplir 25 años, encontró a su padre: el abogado y ex embajador de Nigeria en Italia y el Vaticano, Lawrence Anionwu. Visitaría Nigeria con frecuencia y acabó cambiando su apellido a Anionwu.
Anionwu atribuye a su padre, Lawrence Anionwu, abogado y diplomático, el ser la primera persona que le brindó asesoramiento profesional. Anionwu tiene una hija, la actriz Azuka Oforka.

## Carrera profesional
Anionwu comenzó su carrera de enfermería inspirada por una monja enfermera que la cuidó por su eczema cuando tenía cuatro años. A los 16 años, dejó la escuela y comenzó a trabajar como asistente de enfermería escolar en Wolverhampton. Continuó su educación para convertirse en enfermera, visitadora de salud y tutora. Viajó a los Estados Unidos para estudiar asesoramiento para centros de anemia falciforme y talasemia, ya que en ese momento no había cursos disponibles en el Reino Unido. En 1979, trabajó con la Dra. Milica Brozovic para crear el primer centro de detección y asesoramiento sobre anemia falciforme y talasemia dirigido por enfermeras en el distrito londinense de Brent. Este fue el primero de los más de 30 centros en el Reino Unido que utilizan el Centro Brent como modelo.
De 1990 a 1997 trabajó como profesora en el Instituto de Salud Infantil del University College de Londres y más tarde fue ascendida a profesora titular de Asesoramiento Genético Comunitario. Con la ayuda del profesor Marcus Pembrey, Anionwu impartió un curso en el University College de Londres para miembros del personal del Servicio Nacional de Salud (NHS) que trabajaban con comunidades afectadas o en riesgo de padecer anemia de células falciformes, fibrosis quística, enfermedad de Tay-Sachs y talasemia.
Anionwu fue nombrada decana de la Escuela de Estudios de Enfermería para Adultos y profesora de Enfermería en la Universidad de West London. Aquí creó el Centro Mary Seacole para la Práctica de Enfermería en la Universidad de West London, y se jubiló en 2007. En 2001, Anionwu, junto con el profesor Atkin, escribió The Politics of Sickle Cell and Thalassemia (La política de la anemia falciforme y la talasemia). En 2003 se convirtió en fideicomisaria y posteriormente vicepresidenta de la Campaña para la Estatua en Memoria de Mary Seacole y en 2005 escribió A Short History of Mary Seacole (Una breve historia de Mary Seacole). Tras la inauguración de la estatua en el Hospital St Thomas en junio de 2016, fue nombrada Patrona Vitalicia del Mary Seacole Trust.
Presidió varios proyectos para el Programa de Detección de la Enfermedad de Células Falciformes y Talasemia del NHS, incluido el desarrollo de la iniciativa  "Cuidado de personas con enfermedad de células falciformes y síndromes de talasemia: un marco para el personal de enfermería", que fue acreditada en 2010 por el Royal College of Nursing, y también la iniciativa "Entender la contribución de las enfermeras especialistas en células falciformes y talasemia" (2012), financiada a través de una subvención de la Roald Dahl's Marvellous Children's Charity.
Anionwu también es patrona de otras organizaciones benéficas:
- Sociedad de anemia falciforme
- Asociación de beneficencia de enfermeras nigerianas del Reino Unido
- Vicepresidente de Unite / Asociación de profesionales comunitarios y visitantes de salud
- Asesor honorario del Grupo de asesoramiento estratégico para minorías étnicas y afroamericanas de la directora de enfermería de Inglaterra

## Publicaciones
En 2016, publicó la primera edición de sus memorias titulada Mixed Blessing from a Cambridge Union (ISBN 978-0-9955268-0-8). En 2021, se publicaron sus memorias actualizadas, Dreams From My Mother, por Seven Dials, un sello de The Orion Publishing Group. En este libro, revela las múltiples capas de su vida, desde una infancia marcada por los secretos hasta el descubrimiento de la identidad de su padre, la experiencia de un despertar político y el surgimiento como líder en la defensa de la salud de los negros. La autora arroja luz sobre las profundas disparidades en materia de salud que afectan a las comunidades étnicas y que abarcan cuestiones que van desde la anemia de células falciformes hasta las desigualdades expuestas por la pandemia de Covid-19.

## Premios y reconocimientos
Anionwu fue nombrada Comandante de la Orden del Imperio Británico (CBE) en la ceremonia de Honores de Cumpleaños de 2001 por sus servicios a la enfermería. En 2004 se le concedió la beca del Royal College of Nursing (FRCN) para el desarrollo del centro de asesoramiento sobre anemia falciforme y talasemia. En 2007, tras su jubilación, fue nombrada profesora emérita de Enfermería en la Universidad de West London.
En 2010, fue incluida en el Salón de la Fama de Enfermería del Nursing Times por su dedicación al desarrollo de servicios dirigidos por enfermeras. También recibió el premio a la trayectoria de 2015 en Divas of Colour. Anionwu fue nombrada Dama Comendadora de la Orden del Imperio Británico (DBE) en la ceremonia de Honores de Año Nuevo de 2017 por sus servicios a la enfermería y la Campaña de la Estatua de Mary Seacole. Anionwu recibió un reconocimiento del Queen's Nursing Institute en octubre de 2017.
En 2019, en reconocimiento a la importante contribución de Anionwu a la enfermería, la investigación y las campañas, la Universidad de St Andrews le otorgó el título de Doctora en Ciencias, honoris causa. También en 2019 se le concedió un doctorado honorario de la Universidad de la Ciudad de Birmingham, en reconocimiento a su importante contribución a la profesión de enfermería.
En los Premios Pride of Britain de octubre de 2019, Anionwu recibió el Premio a la trayectoria, "en reconocimiento a su pasión por la enfermería y su dedicación a la reducción de las desigualdades en materia de salud", la presentación la hizo Janet Jackson.
El 31 de mayo de 2020, Anionwu fue el tema de un episodio de Desert Island Discs en BBC Radio 4. Fue incluida en la lista de las 100 mujeres de la BBC (BBC) de 2020.
Fue nombrada miembro de la Orden del Mérito en 2022.
En mayo de 2023, llevó el Orbe del Soberano en la procesión real en la Coronación de Carlos III y Camila.